# Escuela de Pont-Aven

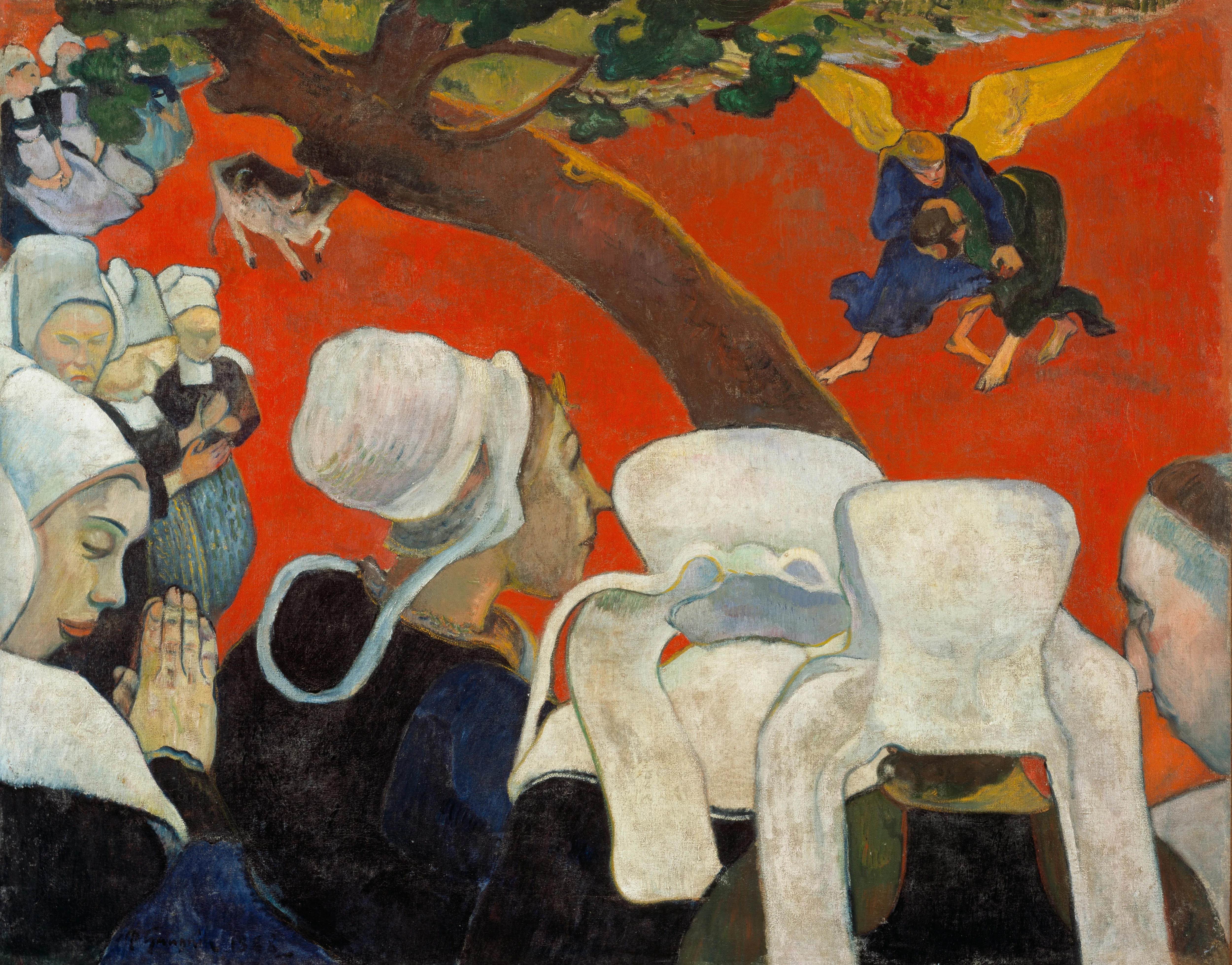
La visión tras el sermón (Jacob luchando contra el ángel), obra de Paul Gauguin, 1888, óleo sobre tela, 72 x 91 cm, Galería Nacional de Escocia, Edimburgo.

Escuela de Pont-Aven (en francés École de Pont-Aven) es un término que se refiere a obras de arte que toman su nombre de la región de Pont-Aven y sus alrededores, de la que toman su iconografía. Pont-Aven es un pueblo en la costa meridional del departamento de Finistère, algunos kilómetros tierra adentro: hasta allí llega la marea, y es donde el río Aven se encuentra con el Océano Atlántico. 

## Historia
Originalmente, el término se centraba en obras de la colonia de artistas que allí vivió y creó a partir de los años 1850. Desde mediados del siglo XIX, Pont-Aven era frecuentado por pintores que deseaban pasar el verano fuera de la capital, con un presupuesto limitado, en lugares pintorescos, y aún no maleados por el turismo. Desde 1873, los alumnos de la Escuela de Bellas Artes de París frecuentaron la villa de Pont-Aven. Unas décadas más tarde acudió a Pont-Aven un grupo de pintores que se reunió alrededor del artista Paul Gauguin. En 1886, llegó Gauguin a Pont-Aven por vez primera. Pero cuando regresó en 1888, la situación había cambiado: había ya mucha gente en Pont Aven, así que Gauguin buscó otro lugar donde trabajar, y lo encontró en 1889 en Le Pouldu, algunos kilómetros hacia el este, en las bocas del río Laïta, tradicionalmente la frontera con el departamento de Morbihan. Allí pasaron el invierno de 1889-1890 y la mayor parte de los meses siguientes, tanto Gauguin como Meijer de Haan y Charles Filiger, y durante un tiempo también Paul Sérusier. Este grupo de pintores seguidores de Gauguin, estaban dispuestos a respetar sus enseñanzas al margen de la Academia, y participaron en la exposición del café Volpini en 1889. Ese mismo año de 1889, Gauguín marchó a Tahití en su primer viaje, y el grupo se dispersó.

## Características
Las obras se caracterizan por el uso marcado de colores puros y una temática simbolista: uso libre del color -pueden pintar la hierba roja si así lo sienten-, lo que se aplica en grandes manchas y con tintas planas. Utilizan el cloisonismo. El resultado generalmente es una obra altamente decorativa. En esta forma de pintar ha influido mucho el conocimiento del arte primitivo así como el diseño de las estampas japonesas. Existe una voluntad de sintetizar las formas: síntesis entre el estilo impresionista y el simbolista, por lo que pueden ser considerados simbolistas, por su espíritu.

## Artistas en Pont-Aven (o Le Pouldu)
- Cuno Amiet
- Louis Anquetin
- Mogens Ballin

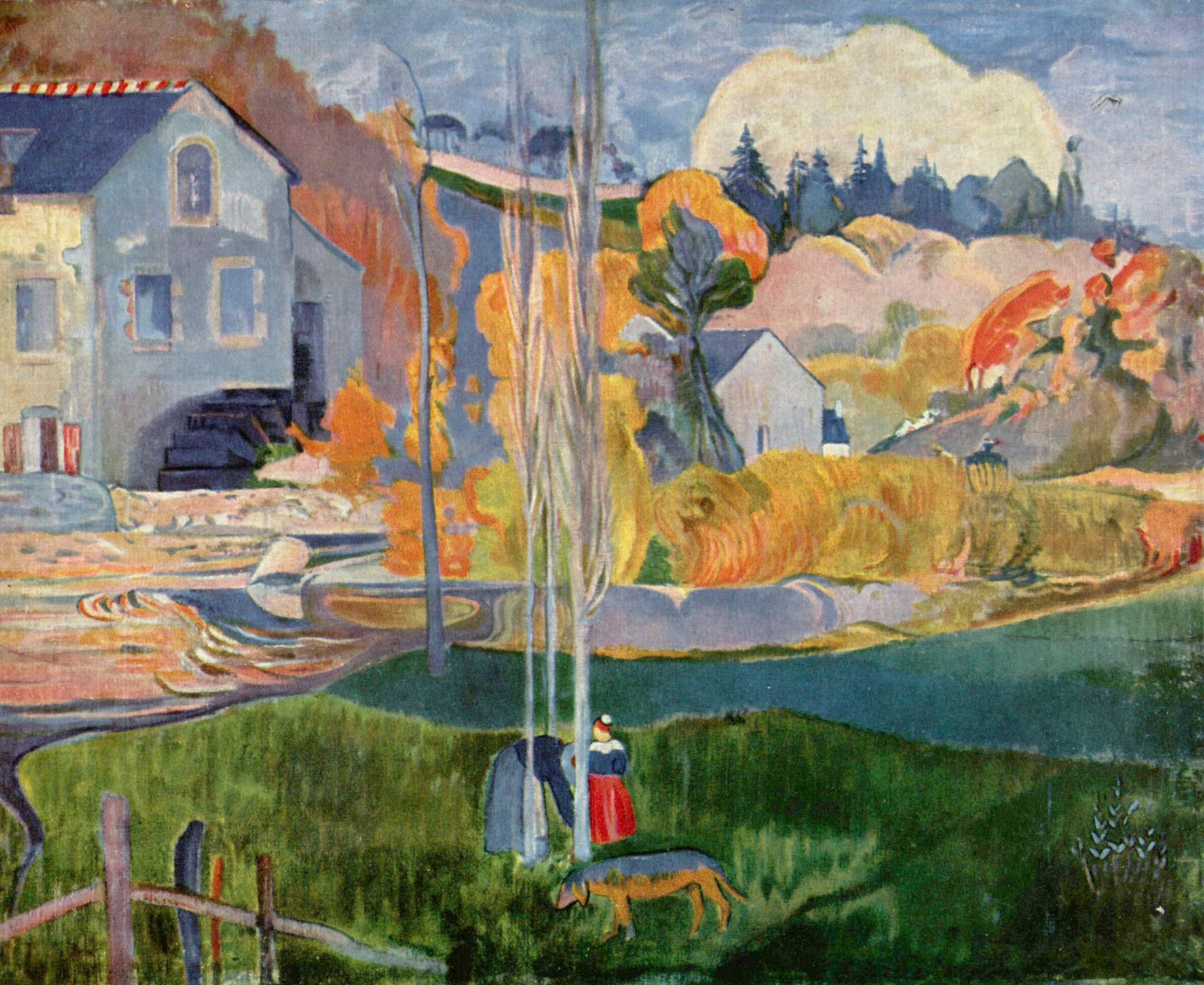
Molino en Pont-Aven por Gauguin.

- Émile Bernard 1888 y 1891-1893: Bretones bailando en la pradera
- Robert Bevan 1890, 1891, 1892, 1893 y 1894
- Maurice Denis (solo influencia)
- Charles Filiger
- Paul Gauguin 1886, 1888, 1889-1890 y 1894
- Emile Jourdan
- Charles Laval 1888: Autorretrato
- Gustave Loiseau
- Meijer de Haan: Bretonas tejiendo cáñamo
- Henry Moret
- Roderic O'Conor
- Ernest Ponthier de Chamaillard
- Claude-Emile Schuffenecker: Los acantilados de Concarneau
- Armand Seguin
- Paul Sérusier (solo influencia). 1888, 1889 (y 1889, 1890): Naturaleza muerta con escalera
- Władysław Ślewiński
- Jan Verkade
- Jens Ferdinand Willumsen